# Dave Angel
David Angelico Nicholas Gooden (Chelsea, 13 mei 1966) is een Britse dj en producer van techno die werkt onder de naam Dave Angel. Zijn werk heeft veel invloeden uit de technoscene van Detroit. Daarin gebruikt hij ook jazz-invloeden. Angel is eigenaar van het label Rotation Records.

## Biografie
Gooden werd geboren in een zeer muzikale familie. Zijn vader was een jazzmuzikant. Ook zijn twee zussen zijn in de muziek terechtgekomen en actief als Monie Love en Baz. Zelf werd hij actief in een band. In de late jaren tachtig wekte de opkomende housescene echter zijn interesse. Zijn eerste wapenfeit is een remix voor Sweet Dreams (Are Made of This) van Eurythmics. Hij  produceert de remix thuis en laat met geleend geld vijfhonderd exemplaren persen, die hij aan platenzaken probeert te slijten. De plaat blijkt goed aan te slaan en er moeten steeds nieuwe exemplaren besteld worden. De leden van Eurythmics krijgen dit te horen en zijn positief over de 'Nightmare'-remix van hun klassieker en zetten die als bonustrack op de single Angel (1989). Daarna verschijnen er diverse ep's onder zijn naam. Hij brengt ook diverse tracks uit op R&S Records. Hij richt ook het eigen Rotation Records op. Deze worden in 1996 op de verzamelaar Classics uitgebracht. Ook brengt hij een reeks singles uit op Rising High Records onder de naam Sound Enforcer. Tales Of The Unexpected (1995) is zijn debuutalbum. Hierop kiest hij voor een luchtig en vriendelijk geluid. De Handle With Care EP komt zelfs in de onderste regionen van de Britse hitlijst. Dat ligt mede aan de track met daarop de populaire track Airborne, waarvan ook een lang uitgesponnen en beatsloze remix van Carl Craig aanwezig is. Hij pakt daarna door met een contract bij 4th & Broadway. Hier verschijnt Globetrotting (1997). Van dit album verschijnen meerdere singles waarbij ook videoclips geschoten worden. Enkelen daarvan verschijnen weer op bescheiden posities in de hitlijsten. Het brengt hem dat jaar ook op Pukkelpop en Lowlands. De periode daarna verschijnen er vooral singles en remixes. Hij maakt onder andere een nieuwe versie van de plaat Natural High van Warp 69. Veel van zijn remixes verschijnen op de verzamelaar DA02: The Reworks Album (2002). Hij krijgt daarna problemen met zijn gezondheid. Hij lijdt aan de Ziekte van Crohn en moet enkele operaties ondergaan. In 2011 maakt hij nog het album Frame By Frame. Hierop staat een samenwerking met Ken Ishii. Van dit album verschijnt ook een remixvariant. Daarna verschijnen er nog met regelmaat singles.

## Discografie
- Tales Of The Unexpected (1995)
- X-Mix-4 - Beyond The Heavens (1995) (mixcompilatie)
- Classics (1996) (compilatie)
- Globetrotting (1997)
- 39 Flavours Of Tech Funk (1998)
- DA01 (2001) (mixcompilatie)
- DA02: The Reworks Album (2002) (compilatie)
- DA03 (2003) (mixcompilatie)
- Frame By Frame (2011)
- Frame By Frame remixes  (2011)